# Oxychloë andina
Oxychloë andina är en tågväxtart som beskrevs av Rodolfo Amando Philippi. Oxychloë andina ingår i släktet Oxychloë och familjen tågväxter. Inga underarter finns listade i Catalogue of Life.